# Violencia contra las mujeres en la política
Acoso y violencia política contra las mujeres también conocida como violencia contra las mujeres en política VCMP (en: Violence against women in politics VAWP) se refiere a la violencia y acoso que sufren las mujeres en el ejercicio de sus derechos políticos. La violencia política puede incluir entre otras violencia física, sexual, psicológica, moral, económica o simbólica.  La Declaración sobre la Violencia y el Acoso político contra las mujeres firmada en octubre de 2015 en la VI Conferencia de Estados Parte de la Convención de Belém do Pará  establece que "está basada en el género y tiene como objeto o resultado menoscabar o anular los derechos políticos de las mujeres". Esta violencia se produce por el hecho de ser mujer y participar en el espacio público y político, señala la Ley Modelo Interamericana para Prevenir, Sancionar y Erradicar la Violencia contra las Mujeres en la Vida Política de 2016 elaborada por el Mecanismo de Seguimiento a la Convención de Belém do Pará MESECVI.  
América Latina ha sido pionera en la conceptualización de este tipo de violencia. En el año 2000 la Asociación de Concejalas de Bolivia ACOBOL impulsó la identificación del concepto "violencia y acoso contra las mujeres en el ámbito político" y la primera ley específica para prevenir y erradicar la violencia y acoso político contra las mujeres se promulgó en Bolivia en mayo de 2012 tras el asesinato de la concejala Juana Quispe Apaza. En la actualidad en la legislación de diversos países de América Latina se incluye de una manera u otra el concepto.
En marzo de 2018 celebró en Nueva York una reunión internacional de personas expertas para debatir de manera específica este tema elaborando un informe y recomendaciones. La reunión fue auspiciada por la Oficina del Alto Comisionado de las Naciones Unidas para los Derechos Humanos y ONU mujeres en colaboración con la Unión Interparlamentaria.

## Antecedentes
Diversas convenciones internacionales sobre derechos de las mujeres destacan el derecho de las mujeres a participar en la "vida pública y política" desde la Declaración Universal de Derechos Humanos a la CEDAW, el Pacto Internacional de Derechos Civiles y Políticos, la Convención sobre los Derechos Políticos de la Mujer (1953), la Declaración de Viena (1993) o la Declaración de Beijing (1995).
La Convención de las Naciones Unidas sobre la Eliminación de Todas las Formas de Discriminación contra la Mujer (CEDAW) que en su artículo 7 establece la responsabilidad de los Estados miembros de mantener los siguientes derechos de la mujer: votar en las elecciones y ser elegible para todas las elecciones públicas, participar en la formulación de políticas gubernamentales y en la función pública y desempeñar todas las funciones públicas en todas las acciones de acción para promover una democracia inclusiva y participar en organizaciones no gubernamentales y asociaciones interesadas en la vida pública y política del país.
A principios de la década de 1990 en varios países de América Latina se abrió un proceso de modernización del Estado, se establecieron nuevas demarcaciones territoriales en regiones y nuevas atribuciones a gobiernos municipales. Las mujeres que ya lideraban espacios en ámbito comunitario fueron más visibles y a medida que ocuparon el espacio público se incrementaron las agresiones.
Las leyes de cuotas y de paridad han favorecido una mayor incorporación de mujeres en los espacios políticos, sin embargo se ha detectado también que un gran número de mujeres abandonan pronto los puestos políticos después de haber accedido a ellos. Diversos estudios señalan la violencia y el acoso político como una de las principales dificultades a las que se tienen que enfrentar las mujeres cuando acceden a la política. En este sentido la Ley Modelo Interamericana para Prevenir, Sancionar y Erradicar la Violencia contra las Mujeres en la Vida Política de 2016 señala que "la paridad se mide no solamente por el número de mujeres que ocupan el espacio público y político, y particularmente los cargos de dirección, sino que también considera la existencia de determinadas condiciones igualitarias para la realización efectiva de los derechos políticos. La erradicación de la violencia contra las mujeres de la vida política se configura en este sentido -señala el texto- como una condición de paridad".
El texto señala también que es en el ámbito político local donde las mujeres sufren más violencia, y de manera particular en las alcaldías.
La VCMP contraviene la Declaración Universal de Derechos Humanos y 

## Bolivia, la primera ley (2012)
En el año 2000 la Asociación de Concejalas de Bolivia ACOBOL impulsó el nombramiento y la identificación del concepto "violencia y acoso contra las mujeres en el ámbito político" tras una reunión de un grupo de concejalas en la Cámara de Diputados. ACOBOL constató un vacío jurídico y en 2001 presentó un texto como propuesta de Ley considerando que todo acto que se inicia como acoso (conflicto en un primer momento) y no se soluciona en este estado, tendería a convertirse en violencia política en razón de género. En marzo de 2012 se produce el asesinato de la concejala Juana Quispe Apaza tras denunciar que estaba siendo acosada. El 28 de mayo de 2012 se promulga en Bolivia la Ley n.º 243 de 2012 contra el acoso y la violencia política hacia las mujeres. La ley fue reglamentada mediante el Decreto Supremo n.º 2935 en el año 2016. En la introducción de la Ley Modelo Interamericana sobre Violencia Política Contra las Mujeres elaborado por el Comité de Expertas del Mecanismo de Seguimiento de la Convención de Belém do Pará se reconoce que se trata de una norma pionera en el mundo que ha inspirado la Ley Modelo destacando el "importante papel que ha tenido la Asociación de Concejalas de Bolivia que dio nombre a esta violencia."

## Declaración sobre Violencia y el Acoso Político contra las Mujeres - OEA (2015)
En 2015 la VI Conferencia de Estados Parte de la Convención de Belém do Pará adoptó la Declaración sobre la Violencia y el Acoso Políticos contra las Mujeres (octubre de 2015, Lima), el primer acuerdo regional íntegro sobre esta problemática. La declaración entiende que se trata de “cualquier acción, conducta u omisión entre otros, basada en su género, de forma individual o grupal, que tenga por objeto o por resultado menoscabar, anular, impedir, obstaculizar o restringir sus derechos políticos”, determinando que “impiden que se les reconozca como sujetos políticos y desalientan en el ejercicio y continuación de las carreras políticas de muchas mujeres” y reconociendo que puede ocurrir en cualquier espacio como instituciones, recintos de votación, partidos políticos, organizaciones sociales, sindicatos y a través de medios de comunicación entre otros.
Señala que la mayor visibilidad de esta violencia y/o acoso político contra las mujeres está vinculada al aumento de la participación política de las mujeres, en particular en los cargos de representación política, que a su vez, es consecuencia de la aplicación de cuotas de género y de la paridad, medidas que han sido adoptadas por un número importante de países de las Américas;
Establece que reviste especial gravedad cuando es perpetrada por autoridades públicas y que es responsabilidad del Estado, ciudadanía, partidos políticos, organizaciones sociales y políticas, sindicatos, desarrollar cambios normativos y culturales dirigidos a garantizar la igualdad sustantiva de mujeres y hombres en el ámbito político, según las recomendaciones del Comité de las Naciones Unidas para la Eliminación de la Discriminación contra las Mujeres y los compromisos asumidos en la Convención de Belém do Pará; 

### Tipos de violencia
Se reconocen como tipos de violencia contra las mujeres en política la violencia física –contra su integridad o la de su familia o sexual-, la violencia psicológica –generando ansiedad, depresión o estrés, incluyendo amenazas-, la violencia económica –con falta de apoyo financiero y ausencia de recursos- y la violencia simbólica –a través de representaciones, usando estereotipos de género o con la publicación de imágenes despectivas o sexualizadas-. Es también cada vez más frecuente la violencia digital -divulgación de información personal, manipultación de imágenes con la intención de dañar la reputación, ciberacoso, etc.-
Se ha identificado en una serie de prácticas concretas entre ellas la discriminación en la confección de listas, candidaturas de mujeres en distritos perdedores, datos falsos de identidad o sexo en el registro electoral, amenazas, desigualdad en los tiempos en medios de comunicación, obstáculos varios al desempeño de sus tareas, difamación; acoso; insultos; calumnias; violencia sexual y física; tocamientos; dominación económica; persecución de parientes, e incluso el asesinato.
Investigaciones empíricas realizadas en torno a raíz de testimonios de mujeres (Villar, 2015, pág. 15) identifican la mayor parte de los ataques con el propio acceso al espacio político, alejándose así de los roles tradicionales. Como consecuencia, las formas más usuales identificadas serían el examen de la vida privada y la descalificación de capacidades de las mujeres afectadas.

### Compromisos
Entre los elementos clave del acuerdo está:
- Impulsar la adopción de normas, programas y medidas en todos los ámbitos desde un enfoque transformador; generar evidencia empírica; alentar a partidos políticos y medios de comunicación para actuar frente a este problema;
- Impulsar y divulgar investigaciones y generar datos estadísticos
- Promover que las instituciones electorales y otras entidades públicas que correspondan, incorporen el tema de la violencia y el acoso políticos contra las mujeres en el marco de sus funciones relacionadas con la organización de las elecciones, la protección de los derechos político-electorales de la ciudadanía, la elaboración de políticas de educación cívica, así como en su trabajo con los partidos políticos;
- Tomar en cuenta la “Ley contra el acoso y violencia política hacia las mujeres” de Bolivia, pionera en el mundo, así como avances en otros Estados de la región;
- Reconocer que el logro de la paridad política en la democracia requiere de un abordaje integral que además del acceso igualitario de mujeres y hombres a posiciones de poder, asegure condiciones libres de discriminación y violencia para el ejercicio de los derechos políticos.

## Ley modelo interamericana sobre Violencia Política Contra las Mujeres
En mayo de 2017 el MESECVI presentó la "Ley Modelo Interamericana sobre Violencia Política contra las Mujeres"  con el objetivo de que sirva de referencia para el desarrollo de la legislación sobre el tema en diferentes países. Para elaborarlo se organizaron dos reuniones, en Washington en febrero de 2015 y en La Paz en mayo de 2016 con especialistas. La Ley Modelo fue adoptada por el Comité de Expertas del Mecanismo de Seguimiento de la Convención de Belém do Pará en su Decimotercera Reunión celebrada en México en octubre de 2016. 
En su introducción la Ley Modelo plantea la preocupación creciente en la región por la violencia contra las mujeres perpetrada en los espacios políticos. Se reconoce que la violencia que se ejerce contra las mujeres en la vida política constituye una grave violación de los derechos humanos de las mujeres y es una amenaza principal para la democracia. La violencia contra las mujeres en la vida política impide que las mujeres contribuyan a la toma de decisiones que afectan a sus vidas y que se beneficien de este proceso, al restringir sus opciones y limitar su capacidad para influir en los espacios donde se toman las decisiones.

### Acciones conductas u omisiones consideradas violencia política
En el artículo 6 de la Ley Modelo se establecen 23 apartados que concretan acciones, conductas u omisiones que son consideradas violencia política que van desde el feminicidio en razón de su participación o actividad política, las agresiones físicas, agresiones sexuales, tocamientos, amenazas, calumnias y difamaciones para denigrar a las mujeres en ejercicio de sus funciones políticas con base en estereotipos de género, restricción de los derechos en base a tradiciones o costumbres, divulgación de imágenes, mensajes o revelación de información de las mujeres para menoscabar su imagen pública, etc.

## Combatir la violencia política contra las mujeres
Entre los desafíos que se plantean para combatir la violencia política se plantea:
- Formación y concienciación de las mujeres políticas, dotándolas de herramientas concretas para identificar las diferentes manifestaciones de la violencia política en sus propias trayectorias personales. En el estudio presentado en 2018 por el Equipo Latinoamericano de Justicia y Género se constató que muchas mujeres políticas argentinas si bien eran capaces de identificar las dificultades en lo genérico no reconocían sus propias dificultades.[16]
- Transformación de la cultura institucional y las prácticas en el interior de los partidos políticos y otros ámbitos interpelando a toda la clase política para democratizar el ejercicio de la política y generar condiciones de participación libres de violencia.[16]
- Abordar la falta de políticas de cuidado que planteen no sólo las cuestiones del tiempo, infraestructuras y servicios disponibles sino también el cuestionamiento de patrones y mandatos culturales respecto a la maternidad como una responsabilidad exclusiva de las mujeres.[16]

## Quien agrede y dónde
La VCMP suele ser perpetrada por familiares o amigos de la mujer, miembros de su partido político, líderes comunitarios y religiosos, fuerzas de seguridad del Estado y la policía, entre otros. A menudo los contextos que toleran esta violencia son promovidos, según un documento de la Red Internacional sobre Mujeres y Política  por líderes políticos o religiosos conservadores, se utilizan para preservar los procesos e instituciones políticas dominadas por hombres, incluyendo las dinastías políticas.
En Argentina un estudio realizado en 2018 estableció que la persona que cometió las agresiones era en un 63 % varones, un 32 % explicó que habían sido agredidas indistintamente por varones y mujeres y un 5 % que las agresiones eran de mujeres. En un 62 % las agresiones se produjeron a través de Internet y en un 44 % en la sede de alguna actividad del partido o en el recinto 40 %.
La violencia política puede ser perpetrada por el Estado o sus agentes, por superiores jerárquicos, subordinados, colegas de trabajo, partidos políticos o representantes de los mismos, por medios de comunicación y sus integrantes según el "Protocolo para atender a la violencia política contra las mujeres" de México.

## Los medios de comunicación
Los medios de comunicación pueden tener un papel influyente en la perpetración de la violencia contra las mujeres en la política, ya sea a través de sus propios informes o mediante la difusión de mensajes violentos sobre mujeres políticamente activas provenientes de otras fuentes. 

## Por países y zonas

### América Latina

#### Argentina
En noviembre de 2019 la Cámara de Diputados convirtió en ley el proyecto que buscaba reformar la Ley de Protección Integral de las Mujeres de Argentina para incorporar la tipificación de la violencia política. La iniciativa impulsada por la senadora Nancy González (PJ) posibilitó que el artículo 6 de la Ley 26485 de Protección Integral a las Mujeres se modificara e incluyera a la violencia política como una modalidad de violencia de género.  

Violencia política contra las mujeres: aquella acción, conducta u omisión, realizada de forma directa o a través de terceros que, basada en su género, cause daño o sufrimiento a una o a varias mujeres, y que tenga por objeto o por resultado menoscabar o anular el reconocimiento, goce y/o ejercicio de sus derechos políticos tanto en el ámbito privado como en el ámbito público, incluyendo a los partidos políticos, los sindicatos, las organizaciones sociales y las organizaciones estudiantiles. La violencia política, en tanto modalidad, puede incluir uno o más de los tipos de violencia reconocidos en el art. 5 de la presente ley.

Según un estudio presentado en 2018 por el Equipo Latinoamericano de Justicia y Género, 8 de cada 10 mujeres argentinas vivieron situaciones de violencia a lo largo de sus carreras políticas. El 98 % de las encuestadas identificaron al ámbito político como un espacio donde persiste la discriminación contra las mujeres.
El 64% de las entrevistadas fueron amenazadas o intimidadas durante el ejercicio de sus funciones políticas. Las violencias más frecuentes son la psicológica (50%) y la simbólica (28%). Al 58% le han impedido que asista a reuniones importantes o en las que se toman decisiones relevantes y al 53% le han restringido el uso de la palabra en sesiones. El 82% considera que a las mujeres las descalifican por su vestimenta.

#### Bolivia
Bolivia fue el país pionero tanto en la denuncia de la existencia de la violencia política contra las mujeres a principios del 2000 como en la formulación de una ley específica en 2012 tras el asesinato de la concejala Juana Quispe Apaza después de denunciar que estaba siendo acosada. El 28 de mayo de 2012 se promulga en Bolivia la Ley n.º 243 de 2012 contra el acoso y la violencia política hacia las mujeres. La ley fue reglamentada mediante el Decreto Supremo n.º 2935 en el año 2016.

#### El Salvador
El artículo 55 de la Ley Especial Integral para una Vida Libre de Violencia del año 2010 hace una tímida referencia expresa a "burlarse, desacreditar, degradar o aislar a las mujeres dentro de sus ámbitos de trabajo, educativo, comunitario, espacios de participación política o ciudadana, institucional u otro análogo".

#### Honduras
En agosto de 2017 se publicó el informe "Violencia contra las mujeres en la política. Investigación en partidos políticos de Honduras" con análisis y recomendaciones para enfrentar el problema.

#### México
En México tras el violento periodo electoral de 2014- 2015 y la ausencia de un marco jurídico, surgió la necesidad de contrarrestar los obstáculos que las mujeres enfrentan en el ejercicio de sus derechos político-electorales, lo cual tuvo como resultado, la construcción del Protocolo para Atender la Violencia Política Contra las Mujeres. Se registraron al menos 38 casos en Baja California, Chiapas, Estados México, Guerrero, Morelos, Oaxaca, Sonora y Tabasco con agresiones, amenazas, intentos de secuestro. El 12 de octubre de 2015 se celebró el Seminario "Violencia Política:La Transgresión de los Derechos Políticos de las Mujeres" contando con el testimonio de Yesenia Alamilla (Chiapas), América Domínguez (Guerrero), Ana Lilia Hernández (Oaxaca) y Reyna Ramírez Santa Ana (Guerrero).
La Constitución Política de la Ciudad (30 de enero de 2016) reconoce la violencia política contra las mujeres como una causal para la anulación de una elección. Cabe señalar que la Ley General de Acceso de las Mujeres a una Vida Libre de Violencia (2013), ya define la violencia política de género como: “aquellos actos que busquen imponer estereotipos de género, o limitar el ejercicio de la función política de las mujeres” (artículo 21).
El Senado mexicano, en marzo de 2017, aprobó un Dictamen que tiene por finalidad: “Incorporar la definición de violencia política en razón de género en la Ley General de Acceso de las Mujeres a una Vida Libre de Violencia, en la Ley General de Instituciones y Procedimientos Electorales, la Ley General de Partidos Políticos y la Ley General del Sistema de Medios de Impugnación. Asimismo, la incorporación de sanciones para quien cometa este tipo de actos”.   
En mayo de 2018 en el ámbito estatal, 28 entidades han incorporado la modalidad de violencia política contra las mujeres en alguno o algunos de los siguientes ordenamientos: Constitución Política, Ley Estatal de Acceso de las Mujeres a una Vida libre de Violencia, Ley Electoral y/o Código Penal.

#### Paraguay
La ley 5.777 de diciembre de 2016 de protección integral a las mujeres contra toda forma de violencia, incluye en el artículo 6 punto h la violencia política.

### Asia
Un informe publicado en 2014 que analiza la violencia contra las mujeres en la política Violence Against Women in Politics (VAWP) entre 2003 y 2013 en India, Nepal y Pakistán con entrevistas a 800 mujeres, realizado por el Centre for Social Research y ONU Mujeres revela la falta de implementación de leyes y de apoyo policial y judicial a este tipo de violencia. Según el estudio más del 60 % de las mujeres en estos países no participan en política por temor a la violencia. Ninguno de estos tres países tiene legislación para combatirlo.